# Bambu Station
Pour les articles homonymes, voir Bambu.
Bambù Station est un groupe de reggae roots originaire des Îles Vierges dans les Caraïbes.

## Bambù Station
Emmené par le leader actuel Jalani Horton, Bambù Station voit le jour en 1996 à St Thomas dans  l'archipel des Îles Vierges situé non loin de la Jamaïque.
Les premiers pas de Bambù Station sont discrets et leur album Congo Moon sorti en novembre 1999 chez High Rotation Records passe plutôt inaperçu. C'est en 2000 avec l'enregistrement du titre Amadou Diallo qui rend hommage à un jeune afro-américain battu à mort à NYC, que le groupe sort de l'ombre.
Mais la révélation de leur musique à la fois naturelle et mystique s'effectue une fois pour toutes à la sortie de One Day (Mt Nebo Records) en 2003, un album qui démontre toute la qualité du jeu de Tuff Lion à la guitare et la poésie des paroles de Horton à l'image de titres comme Man in Exile ou Gunsmoke. 
Un nouvel album sortira en 2011: Hown tings ah go

## Musiciens
- Andy Llanos: Batterie, basse, percussions, chant
- Warren Pedersen II: Basse, clavier, guitare, percussion
- Tuff Lion: Guitare, bass, clavier
- Jalani Horton: Chant, guitare, clavier

## Discographie
- Congo Moon, High Rotation Records (1999)
- Amadou Diallo (Single, 2000)
- Talkin' Roots Volume 1, Mount Nebo Records (2002)
- One Day, Mount Nebo Records (2003)
- Talkin' Roots Volume 2, Mount Nebo Records (2005)
- Break The Soil, Mount Nebo Records (2006)
- Children of Exodus, (2014)